# Виктория, Анатолия и Аудачия
Виктория, Анатолия и Аудачия (на италиански: Sante Vittoria, Anatolia, e Audace) са три светици в католическата и по-специално в италийската църква. Празникът им се отбелязва на 10 юли и е свързан с древноримската митология. В буквален превод на български имената им се превеждат като Победа, Азия, Дръзка.
В християнската традиция, за първи път се споменава Виктория през 396 г. от епископът на Руан (330 – 409). Анатолия и Виктория са споменати заедно в Римския Мартирологий под датата 10 юли: VI idus iulii in Savinis Anatholiae Victoriae. По принцип Анатолия се свързва с Мала Азия, откъдето полуострова носи и името си.
Виктория също се споменава и сама под датата 19 декември: In Savinis civitate Tribulana Victoriae.  Двете светици се появяват в мозайките на базиликата Сант Аполинаре Нуово (Равена) между Св. св. Паулина и Кристина. В края на 6 век или през 7 век, към тях се добавя и третата местна италийска светица – Аудачия, което в буквален превод на български, ще рече дръзка. Цезар Барониус отбелязва празника на трите светици под датата 9 юли, а на Виктория под дата 23 декември. 
По принцип, тъй като култа към Трите светици датира от времето на Равенския екзархат, а и втората светица се свързва с византийска Мала Азия, то те са възприети като такива и от Православната църква.